# Longiantrum coclea
Longiantrum coclea là một loài bướm đêm thuộc họ Erebidae. Loài này có ở miền bắc Việt Nam.
Sải cánh dài khoảng 11 mm.